# Bohumír Pokorný
Bohumír Pokorný (8. listopadu 1877 Pavlice — 13. března 1968 Jihlava) byl hudební skladatel, ředitel kůru a folklorista.

## Životopis
Studoval tři roky hru na varhany na Varhanické škole v Brně ve třídě Leoše Janáčka. Po ukončení studií přijal místo ředitele kůru v Jaroměřicích nad Rokytnou a poté odešel do Telče, kde působil jako ředitel kůru neuvěřitelných padesát let.
V Telči se aktivně podílel na tamním kulturním dění. Jako sbormistr spolku Smetana nastudoval i Smetanovu operu Hubička. Učil hudbu na gymnáziu a působil i jako soukromý učitel hudby.

## Dílo
Bohumír Pokorný byl zejména významným folkloristou. Vydal několik sbírek slováckých a slovenských lidových písní, které vyšly tiskem a získali značnou popularitu:
- 23 slovenských a slováckých písní (1910)
- Prvá sbírka slovenských a slováckých písní (1913)
- Druhá sbírka slovenských a slováckých písní
- Nejnovější šestá sbírka slovenských a slováckých písní (jako 3.–5. jsou označeny sbírky J. N. Poláška; u jiného nakladatele vyšla Třetí sbírka slovenských a slováckých písní B. Pokorného)
- 35 slovanských národních písní
- 30 lidových písní pro smíšený sbor

Dále vydal 138 úprav lidových písní pro mužský sbor a je také autorem oficiální úpravy Uruguayské národní hymny.
Jeho vlastní tvorba není rozsáhlá. Vydal tiskem Ukolébavku pro housle a klavír. V rukopise zůstaly některé další úpravy lidových písní, chrámové skladby a operní aktovka Dožínky, která však nikdy nebyla provedena.